# موسی فقیه سبزواری
میرزا موسی فقیه سبزواری (۱۳۳۶ – ۱۲۶۲ ه‍.ق)، فقیه و مدرس و از علمای برجسته قرن سیزدهم سبزوار و پدر میرزا حسین فقیه سبزواری (۱۳۰۹–۱۳۸۶ ه‍.ق) از مراجع تقلید و میرزا مهدی فقاهتی (۱۳۶۲–۱۳۰۵ ه‍.ق) از علمای برجسته سبزوار در قرن چهاردهم هجری قمری می‌باشد.
موسی فقیه از شاگردان بارز میرزای شیرازی (۱۳۱۲–۱۲۳۰ ه‍.ق) و نخستین مدرس و مجتهدی بود که کتاب کفایة الاصول آخوند خراسانی را در حوزه علمیه سبزوار معرفی و خود شروع به تدریس آن کرد.

## پیشینه و نسب
شاه سلطان حسین صفوی هنگام عزیمت به مشهد، در حرم حرم شاه عبدالعظیم با دو نفر از سادات با نام‌های «میرزا محمد» و «میرزا عبدالحسین» آشنا شد و آن دو را همراه خود آورد. میرزا عبدالحسین به درخواست مردم در سبزوار ماند. او جد پنجم موسی فقیه است. نسبت موسی فقیه سبزواری با بیست و نه واسطه، به شاهزاده حسین اصغر یکی از فرزندان علی بن الحسین امام چهارم شیعیان منتهی می‌شود.

## تولد و زندگی
موسی فقیه سبزواری با نام کامل «علامه سید میرزا موسی فقیه سبزواری» که با نام‌های دیگری چون میرزا موسی حسینی سبزواری، میرزا موسی مجتهد سبزواری و میرزا موسی سبزواری نیز شناخته می‌شود، فرزند میرزا محمدعلی در سال ۱۲۶۲ قمری برابر با ۱۲۲۴ خورشیدی، در روستای ایزی در شش کیلومتری سبزوار زاده شد.

### تحصیل در سبزوار و مشهد
موسی فقیه در سن چهارده سالگی (سال ۱۲۳۸ خورشیدی) با کسب اجازه از پدر خود میرزا محمدعلی که از دهقانان بود، عازم سبزوار شده و در حوزه علمیه فخریّه مشهور به «مدرسه مبارکه کهنه»، در حجره‌ای که زمانی شیخ طبرسی، صاحب تفسیر مجمع‌البیان درس می‌خوانده، ساکن شد و در طول چهار سال به تحصیل علوم حوزوی مشغول گشت.
در سال ۱۲۸۰ ه‍.ق/۱۲۴۲ خ و در سن ۱۸ سالگی، از سبزوار به مشهد می‌رود. پس از ورود به مشهد، در مدرسه «عباسقلی خان» (واقع در خیابان نواب صفوی کنونی) مشغول تحصیل می‌شود. او در طول ۱۸ سال تحصیل، علوم دینی مختلف رایج زمان خود را فرا می‌گیرد و مورد توجه و عنایات استادان خود در حوزه علمیه خراسان قرار می‌گیرد. اما به امر پدرش، در سال ۱۲۹۸ ه‍.ق/۱۲۵۹ خ مشهد را ترک می‌کند و به زادگاه خود باز می‌گردد.

### ازدواج و فرزندان
موسی فقیه پس از بازگشت از مشهد، تصمیم به تشکیل خانواده گرفته و با یکی از خانواده‌های دهقان‌زادگان آن دوره که در شش فرسنگی سبزوار و محلی به نام داشخانه زندگی می‌کردند، ازدواج می‌کند. این ازدواج ایجاب می‌کند که به مدت دو سال در سبزوار بماند و همین اقامت اجباری، باعث ایجاد ارتباط بین او و گروهی از سبزواری‌ها شد.

### تحصیل در عراق
موسی فقیه در سال ۱۳۰۰ ه‍.ق، به قصد ادامه تحصیلات به نجف و سپس برای رسیدن به محضر میرزا محمد حسن شیرازی عازم سامرا می‌شود. او ۱۲ سال در حضور میرزای شیرازی می‌ماند و مورد توجه وی قرار می‌گیرد. پس از فوت میرزای شیرازی، موسی فقیه به نجف می‌رود و از افراد خاص میرزا محمدتقی شیرازی می‌شود. او تا سال ۱۳۲۲ ه‍.ق، در نجف و در محضر میرزای دوم ماند و از آخوند خراسانی، اجازه اجتهاد دریافت می‌کند. اهالی سبزوار درخواست بازگشت موسی فقیه از نجف به زادگاهش سبزوار را به میرزای دوم ارسال می‌کنند و به امر او نیز، موسی فقیه به سبزوار باز‌می‌گردد.
میرزا موسی فقیه سبزواری تا پیش از مرگ، زعامت حوزه و مرجعیت امور مردم سبزوار را به‌عهده داشته و مورد احترام مردم بوده‌است. او با تشکیل حلقه‌های درس در سطوح عالی، موفق به تربیت شاگردان نامدار بسیاری شد.
موسی فقیه سه دختر و دو پسر داشت که هر دو پسران وی، از عالمان دینی و دارای رتبه اجتهاد بودند. میرزا مهدی فقاهتی (۱۳۶۲–۱۳۰۵ ه‍.ق) از مجتهدان و مدرسان ساکن سبزوار و میرزا حسین فقیه سبزواری (۱۳۸۶–۱۳۰۹ ه‍.ق) مرجع تقلید ساکن مشهد بود.

### مرگ
موسی فقیه سبزواری، در ماه شعبان سال ۱۳۳۶ ه‍.ق/خرداد ۱۲۹۷ خ از دنیا می‌رود. مردم سبزوار پیکر او را با شکوه بسیار تشییع می‌کنند و در کنار شرق شهر سبزوار به خاک می‌سپارند و از آن پس، قبر او زیارتگاه مردم می‌شود.

## استادان
میرزای شیرازی، معروف به «میرزای اول»، سید محمد طباطبایی اصفهانی، سید اسماعیل صدر، میرزا محمدتقی شیرازی، معروف به «میرزای دوم»، آخوند خراسانی و ملا هادی سبزواری، معروف‌ترین استادان موسی فقیه سبزواری در سبزوار، سامرا و نجف بودند.

## فقیه سبزواری از دید دیگر فقها
آقابزرگ تهرانی، مولف دو مجموعه بزرگ الذریعه الی تصانیف الشیعه و طبقات اعلام الشیعه که هم‌ دوره موسی فقیه سبزواری بوده‌ است، او را تکریم می‌کند.
عبدالکریم حائری یزدی، مؤسس حوزه علمیه قم نیز، در مقام تجلیل از علم و زهد موسی فقیه سبزواری در اجازه اجتهادی که به حسین فقیه سبزواری داده، نوشته‌ است:
«الآقا میرزا حسین دامت افاضاته نجل المرحوم المبرور رکن الاسلام العالم الورع التقی المیرزا موسی السبزواری قدس‌سره الشریف: آقا میرزا حسین پاینده برکت، فرزند مرحوم مبور، ستون اسلام، عالم وارسته و باتقوا، میرزا موسی سبزواری که روح شریفش قرین رحمت باد.»

## کرامت‌ها
روحانیون در روایت از کرامات او نقل کرده‌اند: «اواخر قرن سیزدهم خورشیدی، بیماری وبا در سراسر ایران از جمله در سبزوار، گسترش پیدا کرد. وحشت و اضطراب، زندگی مردم را بسیار سخت کرده بود و آمار تلفات نیز هر روز بیشتر می‌شد. از آنجا که میرزا موسی، مجتهدی باتقوا و مورد احترام همگان بود و مردم برای حل  مشکلات خود به او مراجعه می‌کردند، برای نجات از بیماری وبا نیز به او پناه بردند. جمعیت اطراف او را گرفتند و خواهش کردند به مصلای سبزوار برود و برای نجات مردم از وبای کشنده نماز بخواند و دست به دعا ببرد. میرزا موسی پذیرفت و پس از پایان مراسم نماز و نیایش، ظرف آبی خواست، آن را متبرک کرد و دستور داد بقیه آب ظرف را در آب‌انبار شهر ریختند. گفته‌اند از آن پس، هرکس از آن آب به قصد تیمن و تبرک می‌نوشید، سلامت از دست رفته‌اش را باز می‌یافت و برای همیشه از بیماری وبا در امان بود.»

## ثبت ملی آرامگاه و کتابخانه عمومی
آرامگاه موسی فقیه سبزواری در سبزوار، از آثار ملی ثبت شده ایران و مربوط به اواخر دوره قاجار است که توسط میرزا حسین فقیه سبزواری، فرزند موسی فقیه در سال ۱۳۳۶ ه‍.ق/۱۲۹۷ خ ساخته شده‌است.
این مکان در تاریخ ۲۴ تیر ماه ۱۳۸۲، با شمارهٔ ثبت ۹۲۳۸ به‌ عنوان یکی از آثار ملی ایران به نشانی سبزوار به ثبت رسید.
مدرسه محمدیه (سبزوار) نیز از ساخته‌‌های میرزا حسین فقیه سبزواری است که به وسیله وزارت فرهنگ و ارشاد اسلامی، تبدیل به مرکز عالی تربیت مدرس قران کریم و آرامگاه وی، تبدیل به کتابخانه عمومی شده‌است.